# Zeugophora tetraspilota
Zeugophora tetraspilota es una especie de coleóptero de la familia Megalopodidae.

## Distribución geográfica
Habita en Yunnan (China).